# Eupithecia carolata
Eupithecia carolata är en fjärilsart som beskrevs av Mcdunnough 1944. Eupithecia carolata ingår i släktet Eupithecia och familjen mätare. Inga underarter finns listade i Catalogue of Life.